# Капсис, Антимос
Антимос Капсис  (греч. Άνθιμος Καψής, род. 3 сентября 1950 или 31 мая 1954, Афины) — греческий футболист, игравший на позиции либеро.

## Клубная карьера
Родился на острове Астипалея и после в детстве с семьей переехал в Керацини. Всю свою 15-летнюю карьеру провёл в клубе «Панатинаикос», где по 5 раз становился чемпионом Греции и четырежды обладателем Кубка Греции. Был в стартовом составе «клеверов» в финале Кубка европейских чемпионов 1970/71 на «Уэмбли», где со счётом 0:2 проиграли амстердамскому «Аяксу». Всего Капсис за «Панатинаикос» сыграл в 319 матчах и забил 5 голов.

## Международная карьера
Дебют за сборную Греции состоялся 1 декабря 1971 года в матче квалификации на Чемпионат Европы 1972 против сборной Англии. Был включен в состав на Чемпионат Европы 1980 в Италии, где сыграл в 2 матчах (против Нидерландов и Чехословакии), и на обоих был в качестве капитана. Всего Капсис провёл за сборную 35 матчей.

## Личная жизнь
Его сын, Михалис Капсис, также был профессиональным футболистом и был включён в состав сборной Греции на Чемпионат Европы 2004 в Португалии, который «Эллины» впервые в своей истории выиграли.

## Достижения
- Чемпион Греции: 1968/69, 1969/70, 1971/72, 1976/77, 1983/84
- Обладатель Кубка Греции: 1969, 1977, 1982, 1984
- Обладатель Балканского кубка: 1977